# Takeshi Katō (gymnastique)
Pour les articles homonymes, voir Kato.
Takeshi Katō (加藤武司, Katō Takeshi), né le 25 septembre 1942 dans la préfecture d'Aichi et mort le 24 juillet 1982, est un gymnaste japonais. Il est le frère du gymnaste Sawao Katō.

## Résultats

### Jeux olympiques
| Discipline/Année            | Mexico 1968 |
| Concours général par équipe | 1er         |
| Concours général individuel | 5e          |
| Sol                         | 3e          |
| Cheval d'arçon              | 20e         |
| Anneaux                     | 2e          |
| Saut de cheval              | 4e          |
| Barres parallèles           | 4e          |
| Barre fixe                  | 11e         |